# Zmeelov
Zmeelov (Змеелов) è un film del 1985 diretto da Vadim Derbenёv.

## Trama
Il film racconta dell'ex direttore di una grande gastronomia di Mosca che è finito in una colonia di regime rigoroso, e dopo averlo lasciato ha iniziato a combattere i criminali